# San'ya
San'ya (山谷, San'ya) est un quartier de l'arrondissement de Taitō à Tokyo.
Il est situé au sud de l'intersection Namidabashi (泪橋), autour de la voie Yoshino-dōri. C'est un endroit assez modeste avec de nombreux logements à bas prix.

## Histoire

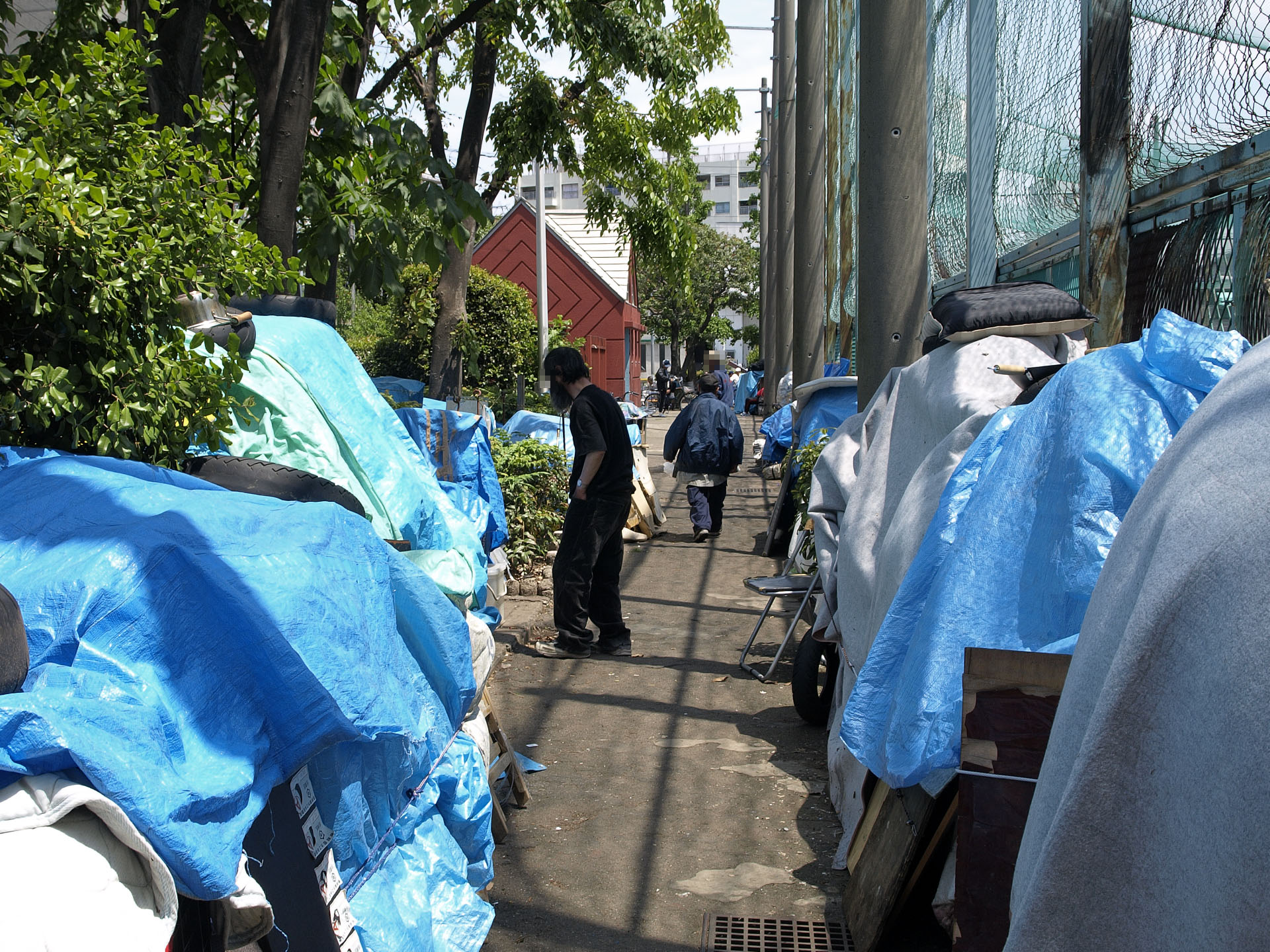

Le début de l'existence de San'ya remonte à la période Edo. À cette époque, les travailleurs exerçant les métiers liés au sang et aux cadavres d'animaux (boucherie, tannerie, maroquinerie), ont été contraints de vivre dans ce lieu réputé indésirable par les autorités bouddhistes.
Cet endroit a conservé cette association avec les classes de travailleurs plutôt pauvres qu'elles soient ouvrières ou artisanes. Néanmoins, au cours des dernières années, un processus de gentrification s'y est amorcé.
Au cours des dernières années également, certains logements à bas prix pour travailleurs précaires se sont convertis en hébergements bon marché pour les backpackers.